# 李逢申
李逢申（16世紀—1644年），原名李见素，字延之，一字行初，號若鹤，宣德元年丙午举人、長史李伯璵五世孫，直隸松江府上海縣人，明朝政治人物。

## 生平
萬曆三十四年（1606年）丙午科應天府鄉試舉人，四十七年（1619年）己未科進士，通政司觀政，本年六月出任浙江慈谿縣知縣，天啓元年本省同考。由於反對閹黨，被貶為縣丞。丁母憂後，出任上林苑監丞，崇禎二年（1629年）出任工部主事，管理盔甲廠，之後又彈劾兵部尙書梁廷棟誤國，結果李逢申被判戍守澉浦。長子李雯來到京師為父親喊冤。後來朝廷讓李逢申擔任刑部山東司主事，轉工部都水司郎中。甲申之變期間，李自成軍隊攻佔京師，李逢申被俘，最終自縊身亡。。

## 家族
曾祖李某，貢生。祖李然。父李可教。